# Флаг Верхошижемья
Флаг муниципального образования Верхоши́жемское городское поселение Верхошижемского муниципального района Кировской области Российской Федерации — опознавательно-правовой знак, служащий официальным символом муниципального образования.
Ныне действующий флаг утверждён 25 декабря 2009 года и внесён в Государственный геральдический регистр Российской Федерации с присвоением регистрационного номера 5817.

## Описание
«Флаг Верхошижемского городского поселения представляет собой прямоугольное полотнище с отношением сторон (ширины к длине) 2:3, воспроизводящее герб Верхошижемского городского поселения в белом, зелёном и фиолетовом цветах».
Геральдическое описание герба гласит: «В серебряном поле переплетённые стеблями пурпурный цветок с пятью лепестками и серебряной сердцевиной и зелёный трёхлистный листок кислицы; вырастающие из выпуклой с краёв и вогнутой посередине оконечности, рассечённой пурпуром и зеленью».

## Обоснование символики
Флаг языком символов и аллегорий передаёт природные, исторические и экономические особенности района.
Название Верхошижемское городского поселения происходит от реки Шижмы и одноимённого посёлка — Верхошижемье. Посёлок Верхошижемье, по данным историка-краеведа И. С. Парфёнова, сформировался в процессе слияния трёх деревень — Вожгалы, Селяне и Шляндинская. Деревню Вожгалы образовали потомки Лазаря и Тимофея Кислицына, поселившихся «на высокой горе по дороге на Хлынов» в 1678 году, а деревню Селяне в том же году на более пологом холме по левую руку от дороги на Хлынов основали Василий, Иван и Мартын Хорошавины и их потомки (о деревне Шляндинской сведения не сохранились). Фамилии первых поселенцев, родовые корни основателей села Верхошижемья символически переданы на флаге: Кислицыны — листком кислицы, в простонародье называемой «заячьей капустой», а Хорошавины (от славянского женского имени Хорошава) — цветком этого растения.
Характерная географическая особенность исторической части посёлка — крутые подъёмы в трёх направлениях от реки Шижмы по отрогам Вятского Увала, на которых расположен посёлок (на север, на юг и на запад) — передана на флаге выпуклой с краёв и вогнутой посередине оконечностью. Оконечность рассечена надвое в знак того, что река Шижма делит посёлок надвое: в правобережной части расположились деревни Вожгалы и Селяне, в заречной левобережной части была основана первая деревня — Шляндинская.
Серебряный цвет (графически отображается белым цветом) означает человеколюбие, милосердие, благородство, согласие, справедливость.
Зелёный цвет обозначает изобилие, честь и стремление к победе.
Пурпурный цвет олицетворяет цветущую землю, а также духовные добродетели, щедрость и достоинство.

## История
Первый флаг Верхошижемского городского поселения был утверждён 24 апреля 2009 года решением Верхошижемской поселковой думы № 17/101.

### Описание
«В серебряном поле пурпурное и два зелёных, одно из которых оканчивает полотнище, разделены золотом, от него по сторонам два возникающих холма; пурпурный пятилепестковый цветок и тройчатый зелёный лист кислицы на тонких, переплетённых между собой черешках, касающихся одноцветных полей; в середине цветка золотой круг».

### Обоснование символики
Историк-краевед, один из основателей Верхошижемского краеведческого музея И. С. Парфёнов оставил архивные сведения: время основания посёлка Верхошижемье — 1678 год и фамилии его первых первопоселенцев:

На высокой горе по дороге на Хлынов поселились Василий, Иван да Мартын Хорошавин, Лазарь да Тимофей Кислицын.

В действительности на высокой горе по дороге на Хлынов потомки Лазаря и Тимофея Кислицына образовали деревню Вожгалы, где проживали только Кислицыны (северный подъём по улице Кирова — 23 дома). А на более пологом холме по левую руку от дороги на Хлынов потомки Василия, Ивана и Мартына Хорошавина обосновали деревню Селяне, где жили только Хорошавины (средняя часть улицы Горького — 15 домов).
О первопоселенцах первой сёлообразующей деревни — Шляндинской — сведений нет. Она является продолжением улицы Кирова в заречной части Верхошижемья.
Слияние этих трёх деревень явилось завершением формирования Верхошижемья.
Такие сведения дали основание использовать упоминаемые в записи фамилии первопоселенцев при разработке флага по признакам происхождения фамилий.
В книге «Русские фамилии тюркского происхождения» Н. А. Баскакова находим:

V1. Шестую группу составляют прозвища по названиям растений, плодов, злаков, а также частей растений:
а) русские прозвища:
…Кислица.

В списке «Славянские имена мужские и женские», взятом из Интернета, есть прекрасное имя — Хорошава.
На основе ономастики имеем полное право считать происхождение фамилии Кислицын от «кислицы» — названия травки, растущей повсеместно и известной как «заячья капуста».
Фамилия Хорошавин без сомнения появилась от женского имени Хорошава, что в данном случае можно ассоциировать с цветком кислицы.
Итак, характерный тройчатый лист кислицы (Кислицын) и её белый с пурпурными прожилками пятилепестковый цветок (Хорошава-Хорошавин) представляют для флага идеальную пару, символизирующую родовые корни основателей села Верхошижемья. Ничто другое не может выразить так точно и образно его символ.
А как же мы попадаем в историческую часть Верхошижемья и выходим из неё? Только через увалы. Следовательно, они тоже должны найти отражение на флаге, так как именно на них пустили родовые корни основатели посёлка Верхошижемье, состоящего из трёх деревень.
25 декабря 2009 года, решением Верхошижемской поселковой думы № 5/60, решение, утвердившее данный флаг, было признано утратившим силу и был утверждён новый, ныне действующий, флаг поселения.